# Међународна ромска унија
Међународна ромска унија (Romano Internacionalno Jekhetanipe) међународна је организација која се бави заштитом људских права ромске популације са седиштем у Бечу. Међународна ромска унија такође има канцеларије у Скопљу, Северној Македонији, и Вашингтону.

## Историја
Године 1959. Јонел Ротару је основао Светску ромску заједницу у Француској. Иако су чланови били искључиво Французи, организација је остварила контакте у Пољској, Канади и Турској. Када је француска влада распустила групу 1965. године, отцепљена група је формирала Међународни ромски комитет под вођством Ванка Роуде. Након усвајања самоназива „Ром“ од стане Светског конгреса Рома 1971. године, ИГЦ је преименован у Комитето Лумниако Романо (Међународна ромска унија), а Ванка Роуда је поново постављен за председника.

## Чланство
Међународна ромска унија има организације чланице у следећим земљама:
- Албанија
- Аустралија
- Аустрија
- Белорусија
- Белгија
- Босна и Херцеговина
- Бугарска
- Бразил
- Канада
- Хрватска
- Чешка Република
- Данска
- Естонија
- Финска
- Француска
- Немачка
- Индија
- Ирска
- Италија
- Латвија
- Литванија
- Мексико
- Молдавија
- Холандија
- Норвешка
- Пољска
- Румунија
- Русија
- Србија
- Словачка
- Словенија
- Шпанија
- Шведска
- Швајцарска
- Турска
- Украјина
- Уједињено Краљевство
- САД